# Лыщики
Лы́щики (бел. Лышчыкі) — деревня в Кобринском районе Брестской области Белоруссии. Входит в состав Тевельского сельсовета.
По данным на 1 января 2016 года население составило 82 человека в 41 домохозяйстве.
В деревне расположен магазин.

## География
Деревня расположена в 16 км к северо-западу от города и станции Кобрин, в 53 км к востоку от Бреста, у остановочного пункта Столпы.
На 2012 год площадь населённого пункта составила 0,44 км² (44 га).

## История
Населённый пункт известен с 1563 года как село Данковичи. В разное время население составляло:
- 1999 год: 63 хозяйства, 120 человек;
- 2005 год: 53 хозяйства, 107 человек;
- 2009 год: 173 человека;
- 2016 год[2]: 41 хозяйство, 82 человека;
- 2019 год[1]: 60 человек.